# Tornado (višecijevni bacač raketa)
Tornado je obitelj srodnih višecevnih bacača raketa koje je razvila NPO Splav za ruske kopnene snage. Varijante sustava, koje uključuju modele Tornado-G i Tornado-S, imaju različite sposobnosti i različite uloge na bojnom polju. Tornado je prvenstveno dizajniran za ispaljivanje kazetnog streljiva, ali se također može koristiti za ispaljivanje termobaričkih bojevih glava.

## Varijante
Sustav 9A52-4 Tornado je laki raketni bacač. Postoje još dva sustava. Modularni MLRS baziran na kamionu MZKT -79306, koji može nositi dva lansirna modula BM-27 Uragan ili BM-30 Smerč, i jedan baziran na kamionu Kamaz 6×6. Sustav "Tornado-G" je paket nadogradnje postojećeg BM-21 Grad. Ruska vlada naručila je 36 novih "Tornada-G" baziranih na šasiji Kamaz 6x6, umjesto starih sustava temeljenih na kamionu Ural-4320.
Sustavi u obitelji Tornado:
- 9A53-G Tornado (2 × 15; 1 × 40 122 mm Nadograđeni modul višecevnih bacača raketa BM-21 Grad, temeljen na kamionu Kamaz ili na Ural-4320 ).
- 9A53-S Tornado (2 × 6; 2 × 4 300 mm Nadograđeni moduli višecevnih bacača raketa BM-30 Smerch, temeljeni na MZKT-79306).

### Tornado-G
Sustav Tornado-G prikazan desno ima četiri reda po 10 lansirnih cijevi. Svaka cijev lansira jedan projektil od 122 mm. Model Tornado-G namijenjen je zamjeni višecevnog bacača raketa BM-21 Grad Trenutno su jedini operater ruske kopnene snage. Verzija će biti odobrena za izvoz.
Ruske kopnene snage dobile su oko 30 sustava Tornado-G 2011. godine, zamijenivši BM-21 Grad.
Tornado-G dobio je izvoznu dozvolu u lipnju 2018., a Tornado-S sa 120 satelitski navođene granate dometa km u kolovozu 2019. Tri nadograđene varijante raketa od 122 mm za višecevni raketni sustav (MLRS) Tornado-G,  Grad visokoeksplozivne (HE) s fragmentacijom (HE-Frag) i HE s visokoeksplozivnom protutenkovskom (HE/HEAT) raketa, kodnih naziva 9M538, 9M539 i 9M541 imaju značajno povećanje vatrene moći, ali s manjim dometom. Sustavi BM-21 Grad nadograđuju se na razinu sustava nove generacije Tornado-G.
Tornado-G je ušao u serijsku proizvodnju 2013. Sustav je ušao u službu ruskih oružanih snaga 2014.

### Tornado-S
Poboljšani Tornado-S 9K515 MLRS, koji isporučuje do 12 projektila promjera 300 mm, nadograđen je posebnim satelitskim navigacijskim sustavom GLONASS koji se koristi u raketnom sustavu BM-30 Tornado. Tornado-S ima navođene raketne projektile dometa od 72 milje (120 km). Tornado-S ima veći domet i povećanu učinkovitost, zbog upotrebe novih bojnih glava i smanjenog vremena spremnosti za lansiranje od samo tri minute.
Tornado-S odobren je za upotrebu u srpnju i kolovozu 2016. i započeo je sa serijskom isporukom. 20 vozila Tornado-S naručeno u ljeto 2019. Nova narudžba je napravljena u kolovozu 2020. Više projektila naručeno u kolovozu 2022. i ponovno u kolovozu 2023.
Ruske snage koristile su Tornado-S tijekom rata u Donbasu i invazije na Ukrajinu 2022.

### 9A52-4
Janes opisuje 9A52-4 Tornado kao lakšu varijantu lansera Tornado-S. 300 mm višecevni bacač raketa prvi put je predstavljen 2007. kao strateški i taktički mobilniji bacač, iako nauštrb malog smanjenja vatrene moći.
Sustav 9A52-4 Tornado temelji se na šasiji vojnog kamiona KamAZ-63501 8×8, što omogućuje dobru taktičku mobilnost. Opremljen je jednim spremnikom sa šest lansernih cijevi za rakete od 300 mm, koje mogu ispaljivati sve postojeće rakete Smerch, uključujući HE-FRAG, zapaljive, termobarične, kasetne s protupješačkim ili protutenkovskim minama. Kasetna granata također može nositi protutenkovsko streljivo za samociljanje.
Standardna raketa od 800 kg ima najveći domet od 90 km. Sustav korekcije dometa i smjera pruža bolju točnost u usporedbi sa svojim prethodnicima. 9A52-4 može pojedinačno lansirati rakete, djelomičnim mreškanjem ili punim salvom, koje mogu pokriti područje od 32 hektara. Potpuni salvo može se ispaliti unutar 20 sekundi. Lansirno vozilo 9A52-4 može se napuniti unutar 8 minuta.
Kapune za lansiranje dizajnirane su za korištenje sa 122 mm i 220 mm rakete. Sustav naoružanja opremljen je automatiziranim sustavom za polaganje i upravljanje paljbom, uz autonomni sustav satelitske navigacije i pozicioniranja. Podaci o položaju i gađanju razmjenjuju se između rakete-nosača i zapovjednog vozila.

## Opće karakteristike

### 9A52-4 Tornado
- Šasija: Kamaz-63501
- Vrijeme salve: 6 metaka u 20 sekundi
- Vrijeme ponovnog punjenja: 8 min

## Raketni projektili

### Tornado-S 300 mm
| Varijanta | Varijanta                                                       | Raketa  | Raketa  | Bojeva glava | Bojeva glava | Vrijeme samouništenja                          | Raspon    | Raspon |        |
| Ime       | Tip                                                             | Težina  | Duljina | Težina       | Podstreljivo | Vrijeme samouništenja                          | Min.      | Maks.  |        |
| --------- | --------------------------------------------------------------- | ------- | ------- | ------------ | ------------ | ---------------------------------------------- | --------- | ------ | ------ |
| 9M55K     | Kazetno streljivo, protu-pješačko                               | 1934 kg | 800 kg  | 7.6 m        | 243 kg       | 72 × 1.75 kg, svaki s 96 fragmenata (po 4.5 g) | 110 s     | 20 km  | 70 km  |
| 9M55K1    | Kazetno streljivo, samonavođeni protuoklopni                    | 1934 kg | 800 kg  | 7.6 m        | 243 kg       | 5 × 15 kg (70 mm RHA, probija oklop)           |           | 20 km  | 70 km  |
| 9M55K4    | Kazetno streljivo, male protutenkovske mine.                    | 1934 kg | 800 kg  | 7.6 m        | 243 kg       | 25 × mina od 4.85 kg                           | 16-24 h   | 20 km  | 70 km  |
| 9M55K5    | Kazetno streljivo, HEAT/HE-fragmentacija                        | 1934 kg | 800 kg  | 7.6 m        | 243 kg       | 646 × 0.25 kg (120 mm RHA, probija oklop)      | 130-260 s | 25 km  | 70 km  |
| 9M55K6    | Projektil sa samociljajućim podstreljivom za probijanje oklopa. | 1934 kg | 800 kg  | 7.6 m        | 243 kg       | 5 × 17.3 kg                                    |           | 25 km  | 70 km  |
| 9M55F     | odvojiva HE-fragmentacija                                       | 1934 kg | 800 kg  | 7.6 m        | 258 kg       |                                                |           | 25 km  | 70 km  |
| 9M55S     | Termobarično                                                    | 1934 kg | 800 kg  | 7.6 m        | 243 kg       |                                                |           | 25 km  | 70 km  |
| 9M525     | Kazetno streljivo, protu-pješačko                               | 1964 kg | 815 kg  | 7.6 m        | 243 kg       | 72 × 1.75 kg                                   | 110 s     | 25 km  | 90 km  |
| 9M526     | Kazetno streljivo, samonavođeno protuoklopno                    | 1964 kg | 815 kg  | 7.6 m        | 243 kg       | 5 × 15 kg (70 mm RHA, probija oklop)           |           | 25 km  | 90 km  |
| 9M527     | Kazetno streljivo, male protutenkovske mine                     | 1964 kg | 815 kg  | 7.6 m        | 243 kg       | 25 × 4.85 kg mines                             | 16-24 h   | 25 km  | 90 km  |
| 9M528     | Kazetno streljivo, HEAT/HE-Fragmentacija                        | 1964 kg | 815 kg  | 7.6 m        | 243 kg       | 95 kg 800 fragmenata (po 50g)                  |           | 25 km  | 90 km  |
| 9M529     | Termobarično                                                    | 1964 kg | 815 kg  | 7.6 m        | 243 kg       | Životni vijek termalnog štita: 1440 ms         | 110-160 s | 25 km  | 90 km  |
| 9M530     | Penetrirajući HE                                                | 1964 kg | 815 kg  | 7.6 m        | 243 kg       | 75 kg, (Volumen izbačenog tla: 160 m3)         |           | 25 km  | 90 km  |
| 9M531     | Kumulativna fragmentacija                                       | 1964 kg | 815 kg  | 7.6 m        | 243 kg       | 616 × 0.24 kg (120 mm RHA, probija oklop)      | 130-260 s | 25 km  | 90 km  |
| 9M532     | Samociljajuća podstreljiva, oklopna vozila i tenkovi            | 1964 kg | 815 kg  | 7.6 m        | 243 kg       | 20 × 6.7 kg (70 mm RHA, probija oklop)         |           | 25 km  | 90 km  |
| 9M533     | Samociljajuće podstreljivo, skupine oklopnih vozila i tenkova   | 1964 kg | 815 kg  | 7.6 m        | 243 kg       | 5 × 17.25 kg (120 mm RHA, probija oklop)       |           | 25 km  | 90 km  |
| 9М542     | Satelitski navođen (GLONASS), HE-Fragmentacija                  |         | 820 kg  | 7.6 m        | 250 kg       | 70kg, 500 fragmenata (po 50g)                  |           | 40 km  | 120 km |

Nova visokoprecizna raketa 9M544 za sustav Tornado-S s kumulativno-fragmentacijskim streljivom s većim domet (moguće 200 km) testirana je 2020.

## Korisnici

### Tornado-G
- Ruske kopnene snage[46]

### Tornado-S
- Ruske kopnene snage[46][47]